# Mesoclistus rufipes
Mesoclistus rufipes är en stekelart som först beskrevs av Johann Ludwig Christian Gravenhorst 1829.  Mesoclistus rufipes ingår i släktet Mesoclistus och familjen brokparasitsteklar. Arten är reproducerande i Sverige. Inga underarter finns listade i Catalogue of Life.